# José de Miranda da Silva Reis
Jose de Miranda da Silva Reis, primeiro e único barão com grandeza de Miranda Reis (Rio de Janeiro, 28 de novembro de 1824 – 1º de janeiro de 1903), foi um político e militar brasileiro, tendo alcançado a patente de marechal e exercido as presidências das províncias de Mato Grosso e do Amazonas. Concluindo o curso da escola militar, recebeu o grau de bacharel em matemáticas em 1848. Filho do major Domingos da Silva Reis, membro de uma família de militares.
Assentando praça em 6 de fevereiro de 1841, no primeiro regimento de cavalaria ligeira, foi elevado, sucessivamente a: cadete de primeira classe em 17 de março de 1841, alferes-aluno em 7 de dezembro de 1843, alferes em 14 de março de 1844, tenente em 30 de setembro de 1846, capitão em 19 de junho de 1852, major em 2 de dezembro de 1856, tenente-coronel em 22 de janeiro de 1866, coronel graduado em 1º de julho de 1866, coronel em 20 de fevereiro de 1869, brigadeiro em 10 de abril de 1871, marechal-de-campo em 29 de janeiro de 1880, tenente-general graduado em 31 de outubro de 1885, tenente-general em 21 de janeiro de 1890 e a marechal em 14 de março de 1892, quando foi reformado.

## Cargos
Sendo transferido em 7 de setembro de 1847 para a primeira classe do Estado-Maior do Exército, foi nomeado posteriormente para diversas outras comissões e funções, tais como: para servir como engenheiro na província fluminense, em 26 de outubro de 1849; para o corpo de Estado-Maior de primeira classe, em 24 de julho de 1851; para servir na comissão de limites entre o Brasil e o Uruguai, em 3 de setembro de 1851; como chefe da comissão de engenheiros de Mato Grosso, em 23 de setembro de 1857; primeiro ajudante do diretor do arsenal de guerra da corte, em 13 de março de 1858; diretor das obras públicas  do Rio de Janeiro, em 27 de outubro de 1859.
Em decreto de 27 e 30 de abril de 1870 foi nomeado Presidente e Comandante das Armas da Província do Amazonas e, em 30 de outubro de 1872, obteve a nomeação de Comandante das Armas da Província de Mato Grosso, sendo exonerado em 14 de outubro de 1874 deste cargo e de Presidente da Província.
Posteriormente foi nomeado como: intendente da guerra, em 9 de janeiro de 1875; membro da comissão de exame da legislação militar, em 5 de fevereiro de 1875; vogal do conselho supremo militar, em 8 de fevereiro de 1878; conselheiro de guerra, em 7 de dezembro de 1878;
diretor da Escola Superior de Guerra, em 9 de março de 1889, do qual foi exonerado em 2 de novembro seguinte, por ter sido nomeado ajudante de campo do Imperador.

## Guerra do Paraguai
Participou da Guerra do Paraguai como chefe da comissão de engenheiros. Foi transferido em 19 de novembro de 1865 para o corpo do Estado-Maior de artilharia. Apresentou-se à repartição como ajudante general em 22 de março de 1867, vindo do Exército em operações em Mato Grosso, sendo nomeado em 25 desse mês diretor do arsenal de guerra da corte.
Em 1868, seguiu a 30 de junho para o exército em operações no Paraguai, sendo nomeado pelo comando-em-chefe no dia 17 do mês seguinte para comandar a 2.ª Brigada Provisória da Divisão Expedicionária no Chaco, com a qual reforçou o ponto norte do ístmo fronteiro as fortificações de Humaitá, onde se refugiavam os paraguaios que se retiravam dessas fortificações. Comandou os 3º, 7º, e 8º Batalhões de Infantaria, que formavam a Brigada, assistiu ali aos 10 dias de resistência obstinada pelo inimigo, desde 25 de julho a 4 de agosto, e por este feito d’armas lhe foi feita Especial Menção pelo Comanda em Chefe de todas as Forças Brasileiras, em ordem do dia 6 de agosto, pelo empenho, valor, dedicação, tanto trabalho para o bom êxito da operação que fez concluir este período tão glorioso da campanha e pelas acertadas disposições que deu à força que lhe foi confiada. Nomeado para comandar a 1ª Brigada de Infantaria do 1º Corpo do Exército, seguiu a 17 de agosto para a costa de Nhambucú e foi promovido a Coronel Graduado em 1º de junho.
Por ocasião de organizar-se o Exército foi nomeado comandante da primeira brigada de infantaria do segundo corpo do Exército; assistiu às batalhas de 6 a 11, e o assalto de 21 sobre as fortificações de Lomas Valentinas, tudo em dezembro de 1868, sendo ferido gravemente neste assalto; está mencionado na parte dada pelo brigadeiro Jacinto Machado Bittencourt, como um dos oficiais que mais se distinguiram no assalto.

## Homenagens
Foi agraciado com os graus de oficial e comendador da Imperial Ordem da Rosa, em 10 de abril de 1858 e em 9 de janeiro de 1867; com o hábito e a grã-cruz da Ordem de São Bento de Avis, em 18 de novembro de 1863 e em 23 de abril de 1873; com o grau de oficial da Imperial Ordem do Cruzeiro, em 6 de setembro de 1870, com a medalha do Mérito Militar e Geral da Campanha do Paraguai e com o título de barão com grandeza de Miranda Reis, por decreto de 20 de junho de 1881.